# Sileši Sihine
Sileši Sihine (* 29. leden 1983 Sheno) je etioptský běžec na dlouhých tratích a několikanásobný medailista z velkých atletických soutěží.

## Kariéra
S běháním začal na škole, kde byl jeho velkým vzorem Haile Gebrselassie. První medaile začal sbírat v roce 2003, kdy byl zlatý na Africko-Asijských hrách a bronzový na Mistrovství světa v atletice.
V roce 2004 získal stříbrnou medaili na olympiádě v Aténách v běhu na 10 000 metrů.
Na Mistrovství světa v atletice v roce 2005 byl stříbrný v bězích na 5 000 m a na 10 000 m. Stejnou medaili získal i na šampionátu v roce 2007, vždy byl jeho přemožitelem Kenenisa Bekele.
Stejnému soupeři se musel sklonit i na olympiádě v Pekingu v roce 2008, kde byl opět stříbrný.

## Osobní život
Sihine je ženatý s další úspěšnou atletkou, Tiruneš Dibabaovou.

## Osobní rekordy
- 3000 m: 7:29,92 (2005)
- 5000 m: 12:47,04 (2004)
- 10000 m: 26:39,96 (2005)
- 10 km, silniční závod: 27:56 (2004)
- 15 km, silniční závod: 41:38 (2004)
- 20 km, silniční závod: 58:09 (2005)
- Půlmaraton: 61:14 (2005)